# Strjelica (zviježđe)
Strelica ili Strelica (lat. Sagitta), jedno je od 88 modernih i 48 originalnih Ptolemejevih zviježđa. Treća najmanja konstelacija na zvjezdanom nebu. Najsjajnija zvijezda je Gamma Saggitae, s prividnom magnitudom 3,47. Riječ je o ostarjelom crvenom divu 90% masivniji od Sunca koji se ohladio i proširio do promjera 55 puta većeg od Sunčevog. Delta, Epsilon, Zeta i Theta Sagittae su višestruke zvijezde čije se komponente mogu vidjeti u malim teleskopima. V Sagittae je promjenljiva dvojna zvijezda za koji se očekuje da će postati nova i nakratko postati najsvjetlija svjetlosna točka na Mliječnom putu i najsjajnija zvijezda na našem nebu oko 2083.

## Vanjske poveznice
- The Deep Photographic Guide to the Constellations: Sagitta